# Romulea linaresii
Lo zafferanetto di Linares (Romulea linaresii Parl.) è una pianta appartenente alla famiglia delle Iridaceae.
L'epipeto specifico è un omaggio a Vincenzo Linares (1804-1847), giornalista e scrittore siciliano.

## Descrizione

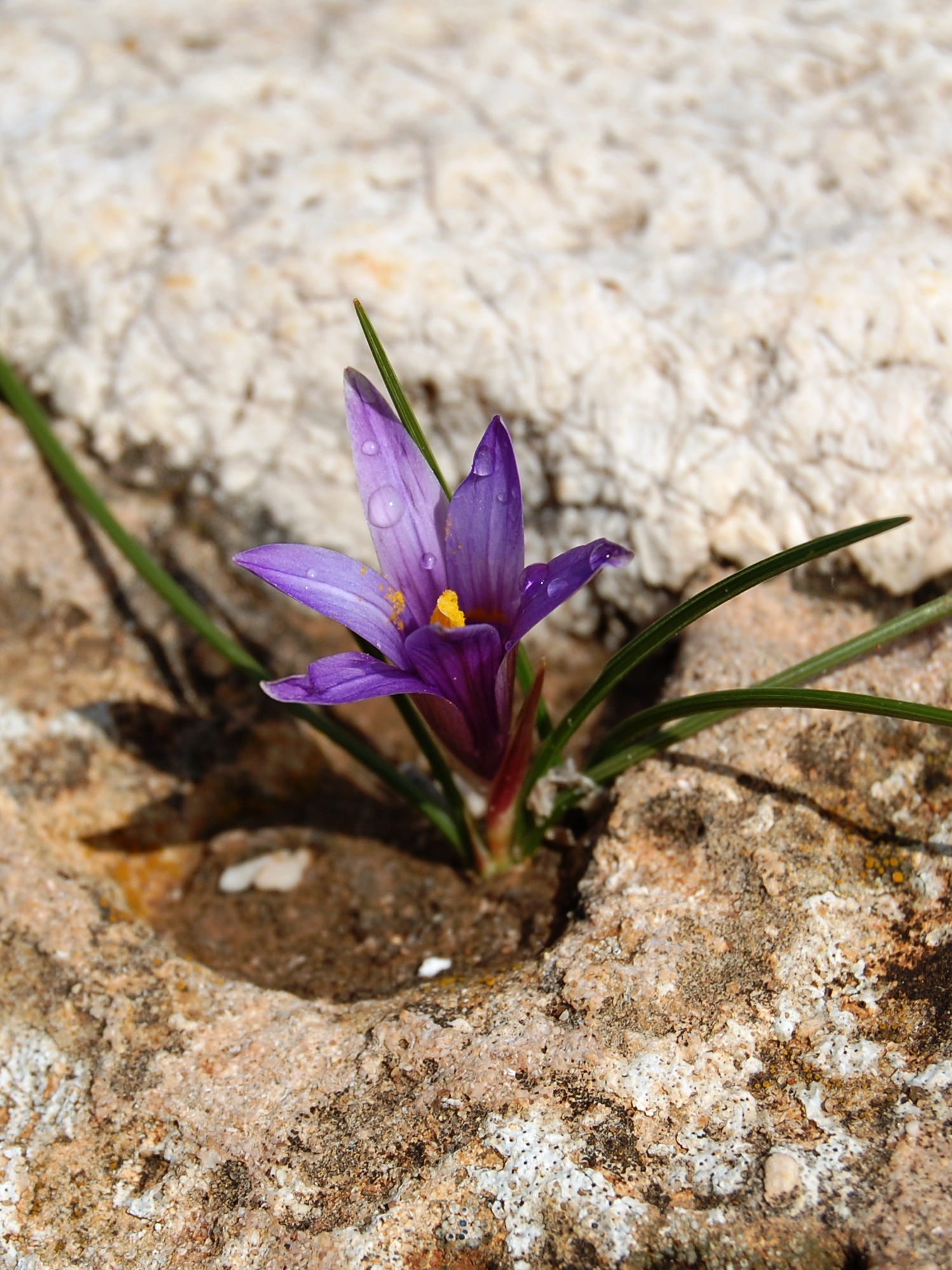
Giovane esemplare
Monte Cofano, febbraio 2009

È una specie erbacea geofita bulbosa alta 5–12 cm. La radice è un piccolo bulbo lungo 8–12 mm.
Il fusto, alto 8–10 cm, termina con 1-2 fiori di colore violaceo, con venature bluastre. Si distingue per il perigonio più piccolo delle altre specie di Romulea (10–20 mm) e per lo stilo breve che non supera le antere.
Le foglie sono strette e filiformi, 0,2 x 20 cm circa.
Il frutto è una capsula ovoidale, lunga circa 1 cm.
Fioritura: febbraio-marzo.

## Distribuzione e habitat
La sottospecie nominale (R. linaresi subsp. linaresii) è endemica delle aree costiere della Sicilia nord-occidentale.
La sottospecie 
Romulea linaresii subsp. graeca è endemica delle aree costiere del Mar Egeo.
Predilige rupi e prati prospicienti il mare, con substrato calcareo o sabbioso, da 0 a 600 m di altitudine.